# Leonardo Fernández
Leonardo Alberto Fernandez Napollitano (Avellaneda, 13 de janeiro de 1974) é um ex-futebolista profissional argentino, naturalizado boliviano que atuava como goleiro.

## Carreira
Leonardo Fernández se profissionalizou no Argentinos Juniors.

## Seleção
Leonardo Fernández integrou a Seleção Boliviana de Futebol na Copa América de 2004.